# جيرالد هوتنج
جيرالد ر. هوتنج Gerald R. Hawting (ولد عام 1944) هو مستشرق بريطاني تخصص في الدراسات الإسلامية. حاليا هو أستاذ متقاعد لدراسات الشرق الأوسط والأدنى في مدرسة الدراسات الاستشراقية والأفريقية SOAS التابع لجامعة لندن، حيث كان أنهى تعليمه تحت يدي برنارد لويس وجون وانسبرو، وحصل على درجة الدكتوراه عام 1978.
من أعماله: أولى الأسرات الحاكمة في الإسلام 1986، تناولات للقرآن 1993, تطور الطقوس الإسلامية 2006.